# モハンマドアリー・ジャアファリー

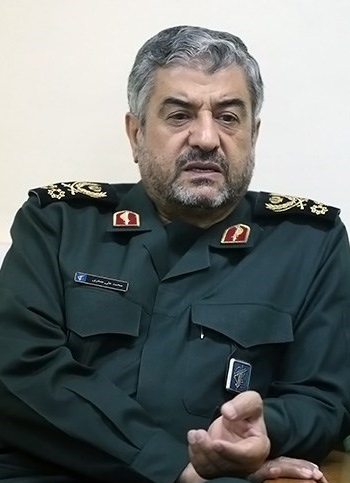
モハンマドアリー・ジャアファリー

モハンマドアリー・ジャアファリー (ペルシア語:: محمدعلی جعفری)（1957年11月11日、ヤズド生。アズィーズ・ジャアファリー、アリー・ジャアファリーとも）は、イラン・イスラム革命防衛隊総司令官。2007年9月1日、イラン最高指導者アリー・ハーメネイーからヤフヤー・ラヒーム・サファヴィー少将後継に任命される。
ラジオ自由欧州のイラン支局であるラジオ・ファルダの2007年9月2日の報道によると、ジャファリは、モフセン・レザーイー（公益判別会議書記、イスラム革命防衛隊元司令官）や、モハンマド・バーゲル・ガーリーバーフ（イラン革命防衛隊元メンバーでテヘラン市長）らからなる保守派の小派閥に近い。同氏がサファヴィー革命防衛隊司令官の後継に任命されたのは、マフムード・アフマディーネジャード大統領周辺の急進派メンバーの対抗勢力となる保守派閥強化をもくろむハーメネイーの動きとされた（サファヴィーはアフマディーネジャード大統領に近い）。
ラジオ自由欧州によると「消息筋はジャアファリーを主に戦術家、組織者、『技術上の』軍人と見なしている」という。欧州連合の公式ジャーナルは、欧州制裁下にある3人のイラン革命防衛隊メンバーが、「シリア政府による反体制派抑圧のために器材や支援を提供してきた」と伝えた。3人はジャアファリー氏に加え、ガーセム・ソレイマーニー少将と革命防衛隊の情報担当副司令官のホセイン・タエブ。

## 経歴
ジャアファリーはイランのヤズドに生まれ初等・中等教育を受けた。1977年にテヘラン大学に入学し土木（建築）工学を学ぶ。学生時代、テヘランでシャー国王への抗議行動に参加し逮捕・投獄される。テヘラン大学イスラム協会の学部代表を務めた。
身長1メートル93センチのジャアファリーは、しばしば「ヤズドの巨人」と呼ばれ、イラン・イラク戦争開始時には民兵組織バスィージで戦った。1981年にイラン革命防衛隊に入隊し南・西部戦場の作戦司令官にまで上り詰めた。
終戦後、ジャアファリーは大学に戻り卒業、1992年には土木（建築）工学の学位取得。1992-93年には革命防衛隊の戦争大学で教鞭をとる。同氏は「戦略研究センター」の責任者に任命された。ラジオ自由欧州／ラジオ・リバティによると、これは、「イラン指導部が中東で進行する脅威とみなす事態に対応する新防衛・軍事戦略の策定」が目的という。ジャアファリーは、この研究センターで不正規戦争（非対称戦争）に関する多くのアイディアを生み出したとされる。
ジャアファリーは、革命防衛隊責任者に任命される以前にはテヘランのサラーラ駐屯地の司令官も務めた。ラジオ・ファルダによると、1999年、ジャファリはじめ24人の革命防衛隊司令官は、当時のモハンマド・ハータミー大統領宛てに、テヘランで社会不安が広がる時期の大統領の自由化政策はイラン指導部の弱体化につながるとする署名入り警告の書簡を送付した。
ジャアファリーはモハンマド・バーゲル・ゾルガドル副情報相の義理の兄弟。

## 非対称戦争に関する知識とイラクとのつながり
ジャアファリーの非対称戦争戦略に関する主な業績は、イランの地形を機動・防衛作戦に利用するもので、イラン・イラク戦争の教訓と経験に依拠している。ジャアファリーは2007年9月3日、テヘランで、「敵」が数的・技術的に優勢な場合、革命防衛隊は、2006年の第2次レバノン戦争で、レバノンのイスラム主義組織ヒズボラがイスラエルに対し取ったような非対称戦争能力を用いることになると語った。ジャアファリーはまた、イランの戦略は、アフガニスタンとイラクにおける米軍の長所・短所を反映したものと語った。
2007年9月2日、ラジオ・ファルダは、ジャアファリーが広範な戦闘経験を持ち、またイラクのイラク・イスラム革命最高評議会（SCIRI、当時）傘下の民兵組織バドル旅団の複数の司令官と緊密な関係にあると報道されていると伝えた。

## 参照
1. 1 2 3  "Iran changes Revolutionary Guards commander". Reuters online (Reuters). 2007-09-01. Retrieved 2007-09-02.
2. 1 2  Sepehri, Vahid, "Iran: New Commander Takes Over Revolutionary Guards" article at the Web site of Radio Free Europe/Radio Liberty, accessed October 17, 2007
3. ↑  “イラン、敵のあらゆる陰謀について警告”.   IRIB (2013年1月16日). 2012年1月17日閲覧。
4. ↑  "Syria: Deadly protests erupt against Bashar al-Assad". BBC News. June 24, 2011.
5. 1 2  "فرمانده جديد سپاه پاسداران كيست؟" (in Persian). Baztab News (Baztab). 2007-09-02. Retrieved 2007-09-06.
6. 1 2 3  1] Sepehri, Vahid, "Iran: New Commander Takes Over Revolutionary Guards" article at the Web site of Radio Free Europe/Radio Liberty, accessed October 17, 2007